# Station Leeuwarden Halte
Leeuwarden Halte (Lwh) was een halte aan de voormalige spoorlijn Leeuwarden - Anjum (het Dokkumer Lokaaltje). De halte in Leeuwarden werd geopend op 22 april 1901 en gesloten op 1 december 1940. Het station is in 1970 gesloopt.
Dit station dat nabij de toenmalige spoorwegovergang aan het Schapendijkje lag, is gebouwd naar het standaardtype NFLS, dat werd gebruikt voor verschillende spoorwegstations in Friesland. Het station Leeuwarden Halte viel binnen het type NFLS halte 2e klasse.